# Lucie Hradecká
Lucie Hradecká (n. 21 mai 1985, Praga, Cehoslovacia) este o jucătoare cehă de tenis specializată în jocul de dublu.
Ea este de trei ori campioană de Grand Slam, după ce a câștigat Openul Franței în 2011 și US Open în 2013 alături de compatriota Andrea Hlaváčková la dublu feminin, precum și Openul Francez în 2013 cu František Čermák la dublu mixt. Hradecká a fost finalistă la Campionatele de la Wimbledon 2012, US Open 2012, Australian Open 2016 și US Open 2017 la dublu feminin și Australian Open 2013 și French Open 2015 la dublu mixt. 
Cea mai bună clasare la dublu în clasamentul WTA a fost locul 4 mondial, la 22 octombrie 2012. A câștigat 26 de titluri la dublu în Turul WTA, inclusiv trei la nivelul WTA 1000. Hradecká a câștigat, de asemenea, argint olimpic în 2012 alături de Hlaváčková la dublu feminin și bronz în 2016 cu Radek Štěpánek la dublu mixt. Ea a câștigat Fed Cup de cinci ori făcând parte din echipa cehă. 